# Aplocera balcanica
Aplocera balcanica är en fjärilsart som beskrevs av Zullich 1936. Aplocera balcanica ingår i släktet Aplocera och familjen mätare. Inga underarter finns listade i Catalogue of Life.